# Pleret (Pohjentrek)
Pleret is een bestuurslaag in het regentschap Pasuruan van de provincie Oost-Java, Indonesië. Pleret telt 4357 inwoners (volkstelling 2010).